# 广通路站
广通路站是长春轨道交通8号线的地铁站，位于中国吉林省长春市宽城区广通路与中科大街交叉口西北侧，为8号线北端终点站，亦是长春轨道交通系统中目前最北端的车站，于2018年10月30日开通。

## 车站结构
广通路站沿中科大街南北向设置，为高架两层岛式站台车站，车站地面层为站厅层，地上二层为站台层。车站南侧设有单渡线，北侧设有两条出入段线，接入太平村车辆段。
| 地上二层          | 站台         | \| \| \| █ 8号线往北环城路（奥林匹克公园） \| \| 島式 · 開左邊车门 \| \| \| \| \| \| █ 8号线落客 \| |
| 地面              | 出入口及站厅 | A出入口、客服中心、自动售票机、验票机                                                               |
|                   |              | █ 8号线往北环城路（奥林匹克公园）                                                                   |
| 島式 · 開左邊车门 |              | |
|                   |              | █ 8号线落客                                                                                         |

## 车站出口
广通路站仅设1个出口，周围设施如下所示：
| 编号     | 出入口信息                       | 照片 | 无障碍设施 |
| -------- | -------------------------------- | ---- | ---------- |
| 出口 · A | 广通路（北侧），中科大街（西侧） |      | 不適用     |

## 接驳交通

### 公交车
| 广通路 | 广通路         | 广通路 | 广通路 | 广通路               |
| 编号   | 路线           | 路线   | 路线   | 备注                 |
| ------ | -------------- | ------ | ------ | -------------------- |
| T366   | 米沙子东方职院 | ⇆      | 庆丰路 | 经长春站北口         |
| T368   | 万宝镇         | ⇆      | 庆丰路 | 经长春站北口 原 366A |

## 车站历史
本站建设时期工程名为太平村站，开通前正式命名为广通路站。
- 2018年10月30日，随1号线通车一同开通[1]。